# Spoorbrug over de Linge
De Spoorbrug over de Linge is een brug over de Linge in de spoorlijn Utrecht - Boxtel tussen Tricht en Geldermalsen. Aan de oostzijde van de brug is ook een fietsgedeelte, het Trichtsevoetpad.

## Historie
De oorspronkelijke boogbruggen, gebouwd rond 1868 tijdens de aanleg van de spoorlijn, overspanden niet alleen de Linge maar ook een deel van de uiterwaarden van deze rivier. Op 17 april 1945 werden deze bruggen door de Duitse bezetters opgeblazen. Treinverkeer via een van de belangrijkste spoorverbindingen tussen Midden- en Zuid-Nederland was daardoor niet meer mogelijk.

### Tweede Wereldoorlog
Door de ijzer- en metaalschaarste vlak na de Tweede Wereldoorlog moesten noodvoorzieningen worden getroffen om het spoorverkeer weer op gang te brengen. In de zomer van 1945 werd de vernielde brug vervangen door noodbruggen. Definitief herstel werd mogelijk toen in 1946 twee van de vier brugdelen uit Eygelshoven beschikbaar kwamen. Deze brugdelen, afkomstig van de brug in de lijn Schaesberg - Kerkrade over de lijn Schaesberg - Herzogenrath waren beschikbaar nadat deze in 1944 getroffen dubbelsporige lijn slechts enkelsporig werd hersteld. Hoewel ook deze brug door de terugtrekkende Duitsers was opgeblazen bleken de verschillende brugdelen slechts lichte schade opgelopen te hebben. Omdat met slechts twee delen niet de gehele brug kon worden hersteld werd een deel van de oorspronkelijke brug vervangen door een dijklichaam. De oude brugpijlers werden daarbij tot op maaiveldniveau afgebroken en liggen nog steeds in het dijklichaam.

### Vernieuwing in 2010
In de periode van vrijdagavond 16 tot en met donderdagmorgen 22 juli 2010 kwam na bijna 65 jaar het einde voor deze Limburgse bruggen. In opdracht van ProRail werden in een 124-urige buitendienststelling de twee stalen vakwerkbruggen in vier moten uitgehesen, en daarna de elders op het emplacement van Geldermalsen voorgebouwde betonnen elementen op hun plaats geschoven. Er is overwogen een deel van de vakwerkbruggen te bewaren in het Spoorwegmuseum, maar het transport naar Utrecht bleek te duur.
De bouw van de nieuwe brug werd uitgevoerd door aannemer Heijmans uit Rosmalen terwijl spooraannemer BAM Rail verantwoordelijk was voor het leggen van de sporen op de nieuwe brug alsmede enkele aanpassingen aan de wissels op het emplacement van Geldermalsen. De kosten van het project worden geschat op 17 miljoen euro. Een van de redenen voor de nieuwe spoorbrug was een reductie in trillingen en geluidsoverlast.